# Basketball-Ozeanienmeisterschaft 1995
Die Basketball-Ozeanienmeisterschaft 1995, die zwölfte Basketball-Ozeanienmeisterschaft, fand zwischen dem 18. und 22. Juni 1995 in Sydney, Australien statt, das zum fünften  Mal die Meisterschaft ausrichtete. Gewinner war der Gastgeber, der zum zwölften Mal den Titel erringen konnte. Im Finale konnte Neuseeland klar geschlagen werden. Zum dritten Mal nahm außer Australien und Neuseeland eine weitere Mannschaft am Turnier teil. Für  Amerikanisch-Samoa war es die erste Teilnahme am Turnier.

## Teilnehmende Mannschaften
Amerikanisch-Samoa

 Australien

 Neuseeland

## Modus
Zunächst wurde in einer Gruppenphase gespielt. Jede Mannschaft spielte gegen jede ein Mal, so dass jede Mannschaft genau zwei Partien absolvierte (insgesamt wurden drei Partien absolviert). Pro Sieg gab es zwei Punkte, für eine Niederlage immerhin noch einen Punkt. Bei Punktgleichheit entschied der Direkte Vergleich. Die beiden punktbesten Mannschaften zogen in das Finale ein und spielten um den Turniersieg.

## Ergebnisse

### Gruppenphase
| Platzierung | Mannschaft         | Punkte | G | V | Körbe   | Diff |
| ----------- | ------------------ | ------ | - | - | ------- | ---- |
| 1           | Australien         | 4      | 2 | 0 | 248:137 | +111 |
| 2           | Neuseeland         | 3      | 1 | 1 | 225:173 | +52  |
| 3           | Amerikanisch-Samoa | 2      | 0 | 2 | 115:278 | −163 |

| 18. Juni 1995 |                                        | Australien | 141 – 49 | Amerikanisch-Samoa |  |
| 18. Juni 1995 | Punkte pro Halbzeit: 66 : 21, 75 : 28. |            |          |                    |  |
| 18. Juni 1995 |                                        |            |          |                    |  |
| 18. Juni 1995 |                                        |            |          |                    |  |

| 19. Juni 1995 |                                        | Neuseeland | 137 – 66 | Amerikanisch-Samoa |  |
| 19. Juni 1995 | Punkte pro Halbzeit: 76 : 25, 61 : 41. |            |          |                    |  |
| 19. Juni 1995 |                                        |            |          |                    |  |
| 19. Juni 1995 |                                        |            |          |                    |  |

| 20. Juni 1995 |                                        | Australien | 107 – 88 | Neuseeland |  |
| 20. Juni 1995 | Punkte pro Halbzeit: 53 : 37, 54 : 51. |            |          |            |  |
| 20. Juni 1995 |                                        |            |          |            |  |
| 20. Juni 1995 |                                        |            |          |            |  |

### Finale
| 22. Juni 1995 |                                        | Australien | 102 – 62 | Neuseeland |  |
| 22. Juni 1995 | Punkte pro Halbzeit: 48 : 24, 54 : 38. |            |          |            |  |
| 22. Juni 1995 |                                        |            |          |            |  |
| 22. Juni 1995 |                                        |            |          |            |  |

| Australien            |
| Meister Australien    |
| Zwölfte Meisterschaft |

## Abschlussplatzierung
| Rang | Mannschaft         |
| ---- | ------------------ |
| 1    | Australien         |
| 2    | Neuseeland         |
| 3    | Amerikanisch-Samoa |

Australien qualifizierte sich durch den Finalerfolg für die Olympischen Sommerspiele 1996 in Atlanta, Vereinigte Staaten.